# Plougrescant
Plougrescant is een gemeente in het Franse departement Côtes-d'Armor (regio Bretagne). De plaats maakt deel uit van het arrondissement Lannion. Plougrescant telde op 1 januari 2022 1.198 inwoners.
In de gemeente worden veel artisjokken geteeld.
Het wandelpad GR-34 loopt langs de kust in de gemeente. De kust wordt gerekend tot de Côte de Granit Rose.

## Geografie
De oppervlakte van Plougrescant bedroeg op 1 januari 2022 15,54 vierkante kilometer; de bevolkingsdichtheid was toen 77,1 inwoners per km². Het grootste deel van de gemeente ligt op het schiereiland van Plougrescant. Hier bevinden zich de Gouffre de Plougrescant en het Pointe du Château. Dit laatste is het meest noordelijke punt van het vasteland van het departement. Naast het centrum van Plougrescant telt de gemeente verschillende dorpen en gehuchten waaronder Poul-Stripo, Keravel, Garrec-Soul en Kericu.
De onderstaande kaart toont de ligging van Plougrescant met de belangrijkste infrastructuur en aangrenzende gemeenten.

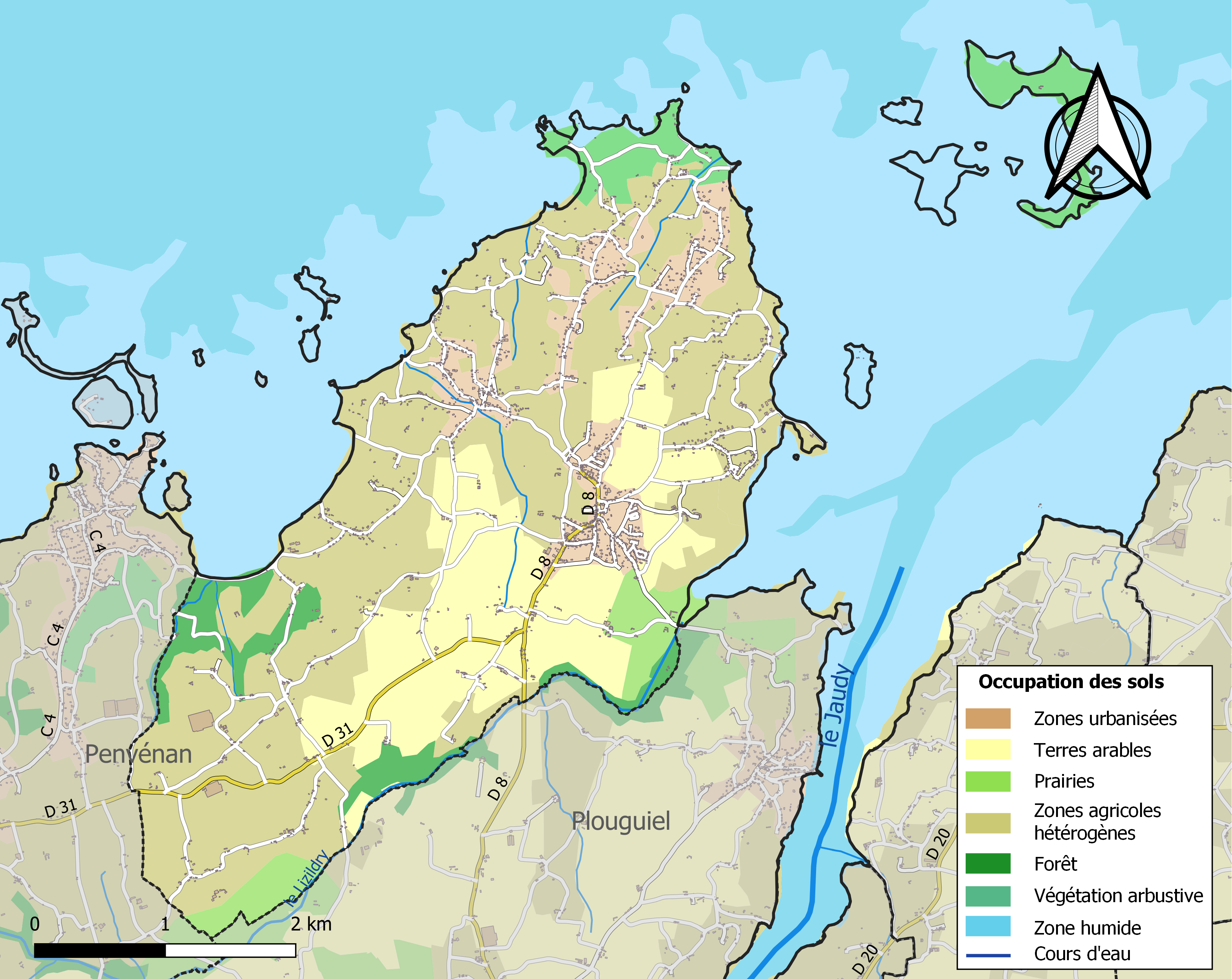

## Demografie
Onderstaande figuur toont het verloop van het inwonertal (bron: INSEE-tellingen).